# 林平县
林平县是越南宣光省下辖的一个县。

## 地理
林平县北接河江省北迷县；西接河江省渭川县和北光县；南接霑化县；东接那𧯄县。

## 历史
2011年1月28日，以那𧯄县朗乾社、上林社、菌河社、福安社和春立社5社和霑化县平安社、土平社和鸿光社3社析置林平县。
2021年4月27日，霑化县明光社和福山社划归林平县管辖；朗乾社改制为朗乾市镇。
2025年6月12日，宣光省和河江省合并成新的宣光省，林平县随之短暂划归新的宣光省管辖。6月16日，越南国会废除县级政区，林平县随之废除；菌河社和上林社合并成新的上林社，朗乾市镇、福安社和春立社合并成林平社，福山社、鸿光社和明光社合并成新的明光社，土平社和平安社合并成新的平安社，各新社均隶属宣光省直接管辖。

## 行政区划
林平县下辖1市镇9社，县莅朗乾市镇。
- 朗市镇（Thị trấn Lăng Can）
- 平安社（Xã Bình An）
- 鸿光社（Xã Hồng Quang）
- 菌河社（Xã Khuôn Hà）
- 明光社（Xã Minh Quang）
- 福山社（Xã Phúc Sơn）
- 福安社（Xã Phúc Yên）
- 土平社（Xã Thổ Bình）
- 上林社（Xã Thượng Lâm）
- 春立社（Xã Xuân Lập）